# لة ملة وسطي جوكار (مارغون)
لة ملة وسطی جوکار (بالفارسية: له‌مله وسطی جوکار) هي قرية تقع في إيران في قسم مارغون الريفي.